# Gălăbovo
För andra betydelser, se Gălăbovo (olika betydelser).
Gălăbovo (bulgariska: Гълъбово) är en ort i regionen Stara Zagora i centrala Bulgarien. Orten är huvudort i kommunen med samma namn. Gălăbovo hade 7 397 invånare (2018).